# Байбулда
Байбулда́ (рос. Байбулда) — присілок у складі Артинського міського округу Свердловської області.
Населення — 121 особа (2010, 155 у 2002).
Національний склад станом на 2002 рік: марійці — 93 %.